# Festulpia hubbardii
Festulpia hubbardii är en gräsart som beskrevs av Clive Anthony Stace och R.Cotton. Festulpia hubbardii ingår i släktet Festulpia och familjen gräs.
Artens utbredningsområde är Kanalöarna. Inga underarter finns listade i Catalogue of Life.